# Papilio buddha
Papilio buddha là một loài bướm phượng ở Ấn Độ.
Sải cánh dài 107–155 mm.

## Hình ảnh

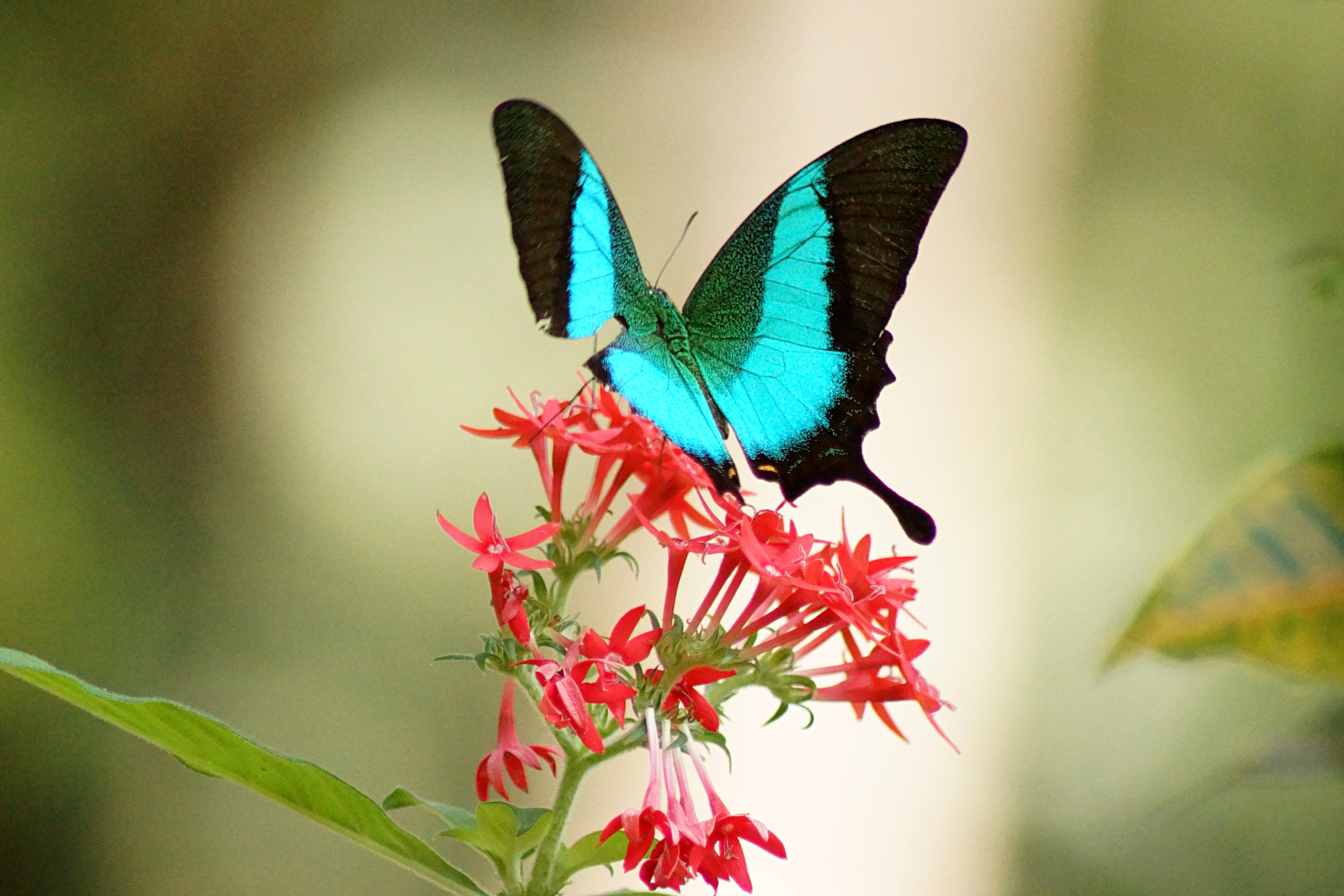
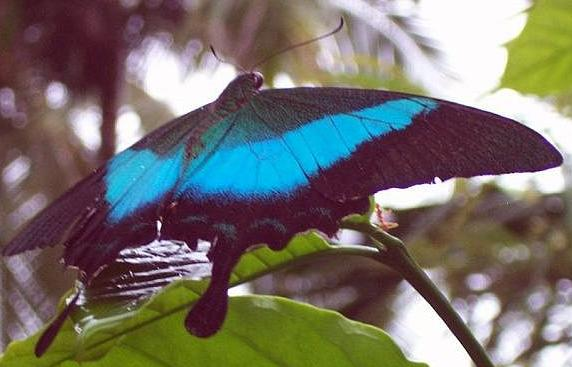
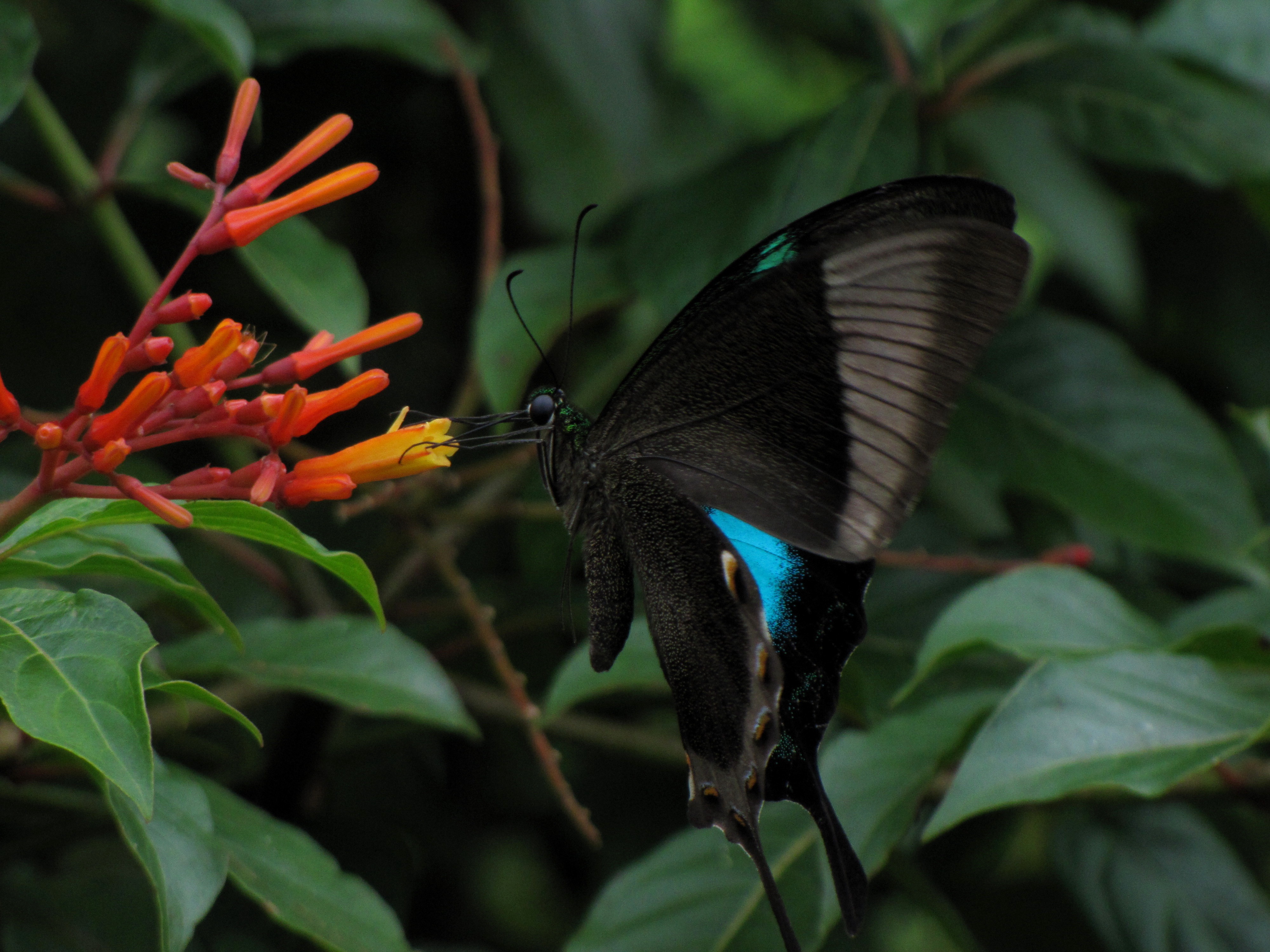
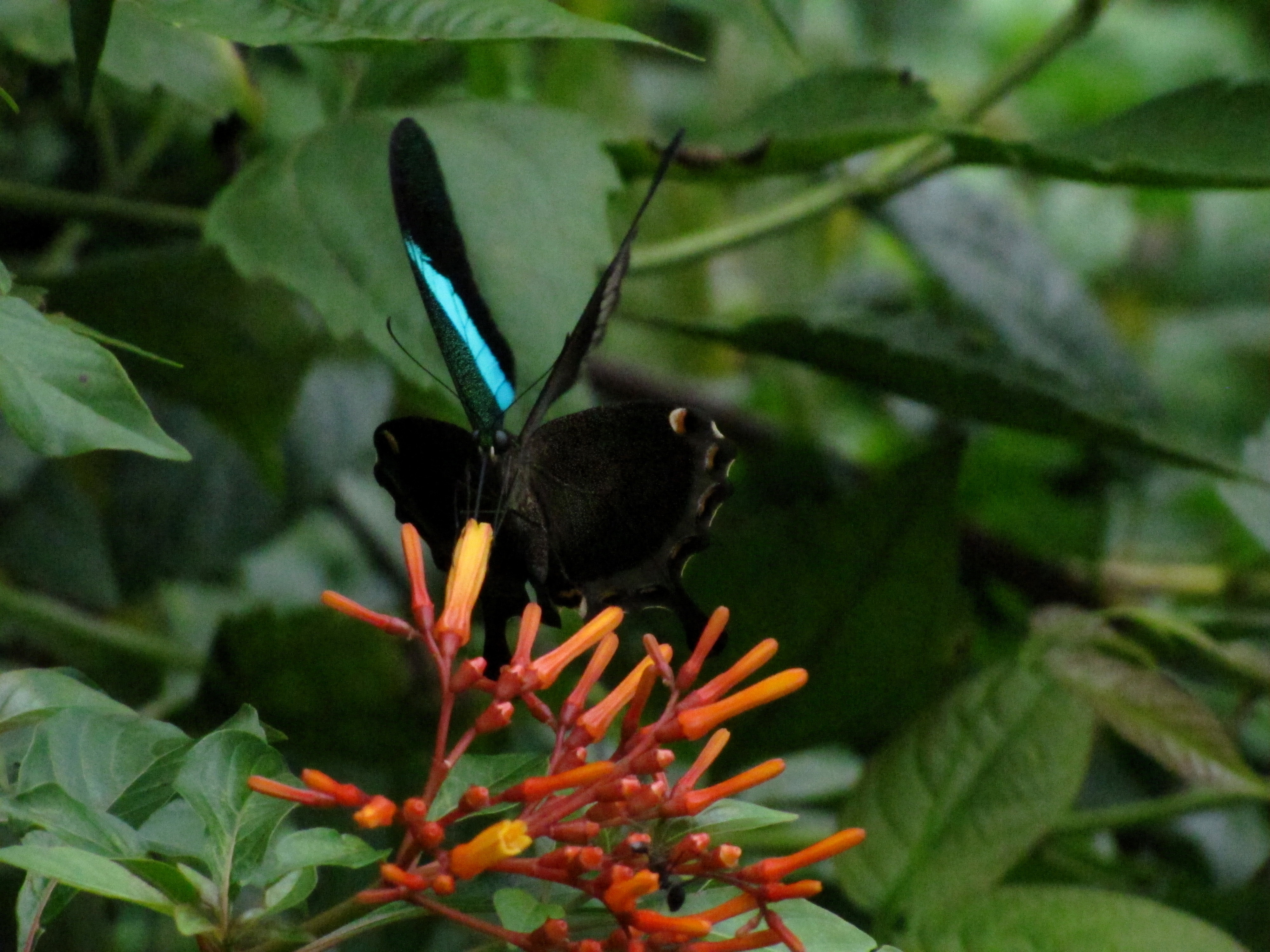